# マルチュク青春通り
『マルチュク青春通り』（まるちゅくせいしゅんどおり、原題：말죽거리 잔혹사）は、2004年の韓国映画。原題の直訳は「マルチュク通り残酷史」で、詩人でもあるユ・ハ監督の自伝的体験談を元にして映画の脚本が作られた。

## ストーリー
1978年、軍事政権下のソウル市内マルチュク通りにある高校に、ブルース・リーに憧れる物静かな青年ヒョンス（クォン・サンウ）が転入する。彼の転入したクラスは学校の番長的存在ウシク（イ・ジョンジン）ら問題児が集まるクラスで、暴力と支配が蔓延していた。やがてウシクたちとも仲良くなりマルチュクでの学園生活にも慣れたヒョンスは、通学バスの中でウンジュ（ハン・ガイン）という女子高生と出会う。

## キャスト
※括弧内は日本語吹替
- ヒョンス：クォン・サンウ（真殿光昭）
- ウンジュ：ハン・ガイン（山田里奈）
- ウシク：イ・ジョンジン（三木眞一郎）
- チャ・ジョンフン（風紀委員）：イ・ジョンヒョク
- ハンバーガー（ジェボク）：パク・ヒョジュン
- チクセ：キム・イングォン
- ソンチュン：ソ・ドンウォン
- チーター：ペク・ポンギ
- にきび：チェ・ジェファン
- ヒョンスの父：チョン・ホジン
- トッポギ屋のおばさん：キム・ブソン
- 野生馬のひとり：チョ・ジヌン